# Crash Team Racing
Vous lisez un « article de qualité » labellisé en 2023.
Pour les articles homonymes, voir CTR.
Crash Team Racing (abrégé en CTR et intitulé Crash Bandicoot Racing au Japon) est un jeu vidéo de course de karting paru en 1999, développé par le studio américain Naughty Dog et édité par Sony Computer Entertainment sur la console PlayStation. Il s'agit du quatrième jeu de la franchise Crash Bandicoot, du premier jeu de course de la série, et du dernier à avoir été développé par Naughty Dog.
Le scénario de Crash Team Racing est centré sur les personnages de la série Crash Bandicoot, défiés par l'égocentrique Nitros Oxide qui menace de détruire la Terre s'il les bat à la course. Dans cet opus, les joueurs peuvent choisir parmi quinze personnages de la franchise. Durant les courses, les joueurs peuvent tirer avantage de plusieurs objets leur permettant d’handicaper ou de rattraper leurs adversaires.
Crash Team Racing est publié le 19 octobre 1999 en Amérique du Nord, en novembre de la même année en Europe, et le 16 décembre 1999 au Japon. Le jeu est notamment loué par la presse spécialisée pour sa jouabilité et ses graphismes. Une suite assez similaire, Crash Nitro Kart, est commercialisée en 2003, et un remake, intitulé Crash Team Racing: Nitro-Fueled, sort le 21 juin 2019.

## Système de jeu

### Généralités
Crash Team Racing est un jeu de course dans lequel s'affrontent des personnages de l'univers de Crash Bandicoot. Lors d'une course, le joueur peut diriger son kart, accélérer, freiner, reculer, sauter et utiliser des armes ainsi que des objets.
Les objets, principale mécanique de jeu, sont destinés aussi bien à favoriser le joueur qu'à déstabiliser ses adversaires. Ils sont trouvables dans des caisses disséminées sur les différents circuits et arènes, dont on distingue deux types. Les caisses portant un point d'interrogation contiennent des objets ; après leur bris, un objet aléatoire apparaît dans un cadre en haut de l'écran, et le joueur peut ensuite l'utiliser pour gêner ses concurrents ou améliorer sa propre performance. Les caisses vierges contiennent des fruits Wumpa qui augmentent la vitesse maximale du kart du joueur et qui, au bout de dix, améliorent l'effet des objets qu'il utilise,.
Parmi les objets destinés à attaquer et ralentir les adversaires, le joueur peut obtenir un missile à tête chercheuse, une bombe en forme de boule de bowling, une caisse de TNT, ou encore une fiole du Docteur Nitrus Brio. D'autres objets permettent d'attaquer en une fois tous les adversaires classés devant le joueur, comme l'horloge du Docteur N. Tropy et l'orbe Warp. Le masque d'Aku Aku, d'Uka Uka et l'orbe-bouclier servent à protéger le kart du joueur pendant un temps limité. En outre, le turbo permet de bénéficier d'une importante accélération pendant un court instant. Enfin, le moteur turbo, octroyant plus de puissance que le turbo classique, ainsi que l'invisibilité durant un certain temps, sont disponibles uniquement dans le mode Bataille.
Consistant en un dérapage, la super-glissade est une technique primordiale de Crash Team Racing. Elle s'exécute en sautant grâce à l'une des gâchettes puis en tournant avant de toucher le sol, tout en gardant la gâchette appuyée. Pendant qu'elle se produit, la jauge de turbo située en bas à droite de l'écran se remplit, passant du vert au rouge, et les gaz d'échappement du kart virent au noir. Pour bénéficier d'une accélération, le joueur doit appuyer sur l'autre gâchette quand la jauge devient rouge. Il est possible d'enchaîner trois turbos en un dérapage, le troisième étant plus puissant que les deux premiers. Si le joueur attend trop longtemps pour déclencher l'accélération, le kart surchauffe et il devient impossible de profiter des effets décrits précédemment. Outre les dérapages, les sauts permettent également de bénéficier d'accélérations ; de surcroît, passer davantage de temps en l'air octroie au joueur une accélération accrue,,.

### Modes de jeu
Crash Team Racing propose cinq modes de jeu : Aventure, Contre-la-montre, Arcade, Joute et Bataille. Un multitap peut être branché à la console pour permettre à trois ou quatre joueurs de jouer ensemble,.

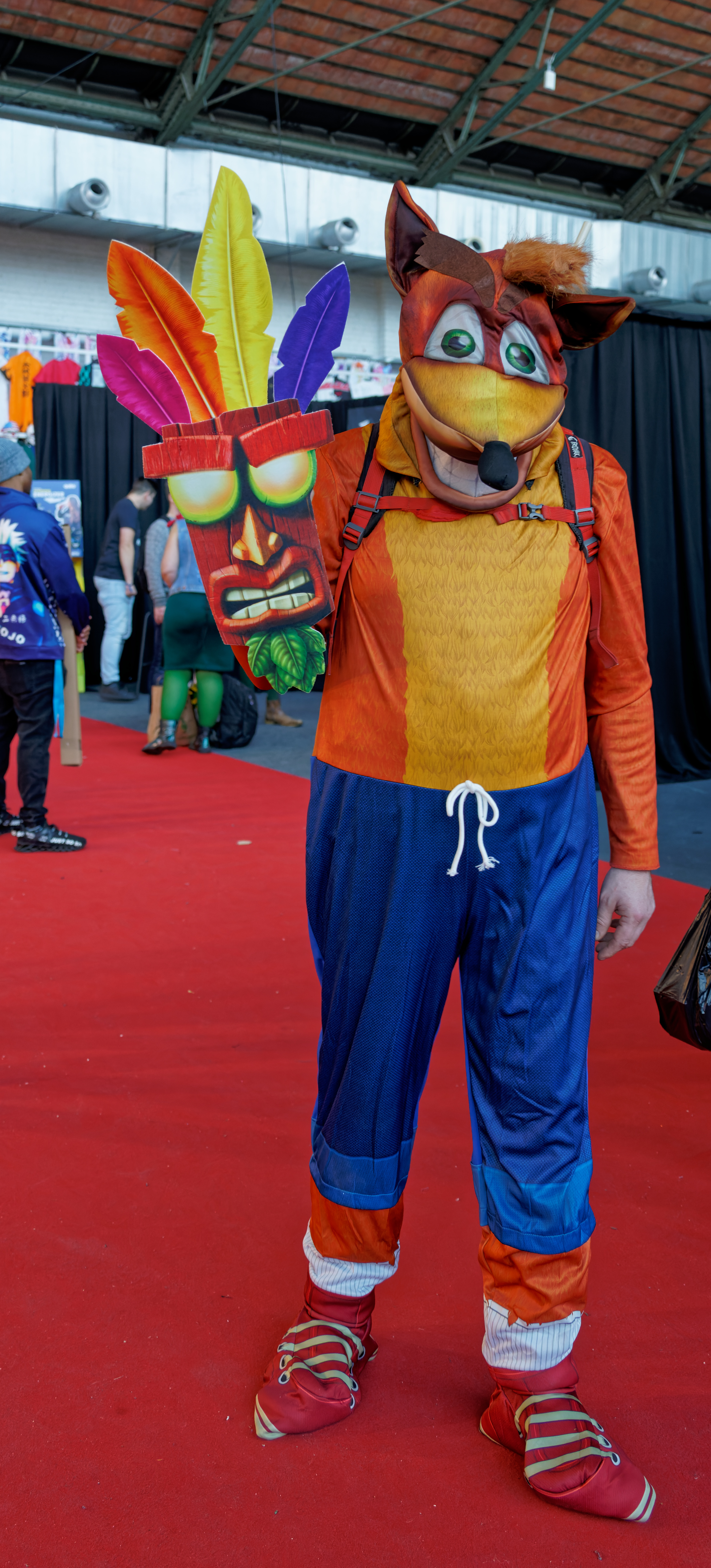
Cosplay de Crash Bandicoot, l'un des personnages jouables de Crash Team Racing, accompagné d'Aku Aku.

Le mode Aventure est un mode de jeu à un joueur dans lequel ce dernier concourt sur tous les circuits et arènes du jeu pour collecter des trophées, des reliques, des clefs de boss, des jetons CTR et des gemmes. Tous ces objets permettront d'aborder le vaisseau de Nitros Oxide, l'antagoniste de l'histoire, pour l'affronter et sauver la Terre. Au début de l'aventure, le joueur n'a accès qu'à deux niveaux. De nouveaux mondes et circuits deviennent accessibles au fur et à mesure qu'il remporte des courses et des trophées. Une fois les quatre trophées d'un monde obtenus, le garage du boss de ce monde devient accessible. Si le joueur bat ce boss à la course, il gagne une clef qui lui servira à accéder au prochain monde. Après quelques niveaux, de nouveaux types de courses deviennent disponibles. La course de relique, à la manière d'une course contre la montre, demande au joueur seul en piste de finir trois tours d'un circuit le plus rapidement possible. Des caisses de temps réparties sur la piste figent le chronomètre lorsqu'elles sont brisées. Si toutes les caisses du circuit sont détruites, dix secondes sont déduites du temps total du joueur. Celui-ci remporte une relique s'il parvient à battre l'objectif de temps. Le défi CTR se déroule comme une course normale que le joueur doit remporter tout en ramassant les trois lettres « C », « T » et « R » cachées dans le circuit. S'il y arrive, il remporte un jeton CTR. Il existe cinq couleurs de jetons : rouge, vert, bleu, jaune et violet. Les jetons violets sont obtenus en réussissant les épreuves supplémentaires où le joueur doit ramasser vingt cristaux dans une arène de bataille en un temps imparti. Une fois les quatre jetons de la même couleur récupérés, il aura accès à la coupe de la gemme de la couleur correspondante. Les coupes de gemme sont des championnats contre des karts contrôlés par des intelligences artificielles, accessibles dans une zone secrète du monde Vallée Joyaux. Elles consistent en quatre courses à la suite, après lesquelles les pilotes cumulent des points. En gagnant l'une de ces coupes, le joueur remporte une gemme. Pour finir ce mode de jeu, le joueur doit collecter tous les trophées, les clefs de boss, les reliques, les jetons CTR et les gemmes, puis battre Nitros Oxide,,.
Le mode Arcade permet au joueur de prendre part à la course de son choix, ou à l'une des coupes, chacune composée de quatre courses à la suite. Dans ce mode, un ou deux joueurs affrontent respectivement sept ou six personnages contrôlés par l'intelligence artificielle. La difficulté des adversaires et le nombre de tours par course sont paramétrables. Le mode Joute est similaire au mode Arcade, sauf qu'il n'est accessible qu'à partir de deux joueurs en coopération,.
Le mode Contre-la-montre est un mode solo dans lequel le joueur tente d'établir le meilleur temps sur les différents circuits du jeu, sans concurrents ni caisses sur la piste. À la fin d'une course, il peut sauvegarder un fantôme de son temps, dont il essaiera de battre le record lors de ses prochaines tentatives,.
Dans le mode Bataille, deux à quatre joueurs s'affrontent dans une des sept arènes dédiées, à l'aide des différents objets du jeu ; plusieurs types de bataille sont disponibles. Dans le mode Limite de points, le premier joueur qui en obtient cinq, dix ou quinze l'emporte. En mode Limite de temps, c'est le joueur avec le plus de points au bout de trois, six ou neuf minutes qui gagne. Avec le mode Limite de vie, chaque joueur a un nombre donné de vies — trois, six ou neuf —, la bataille dure un certain temps — trois minutes, six ou indéfiniment — et le joueur à qui il reste le plus de vies à la fin du temps imparti l'emporte ; si la limite de temps a été désactivée, la bataille dure jusqu'à ce qu'il ne reste qu'un seul survivant. Dans tous ces types de batailles, les joueurs peuvent former des équipes pour des combats à deux contre un, deux contre deux, trois contre un, ou un contre un contre deux,.

## Trame

### Personnages

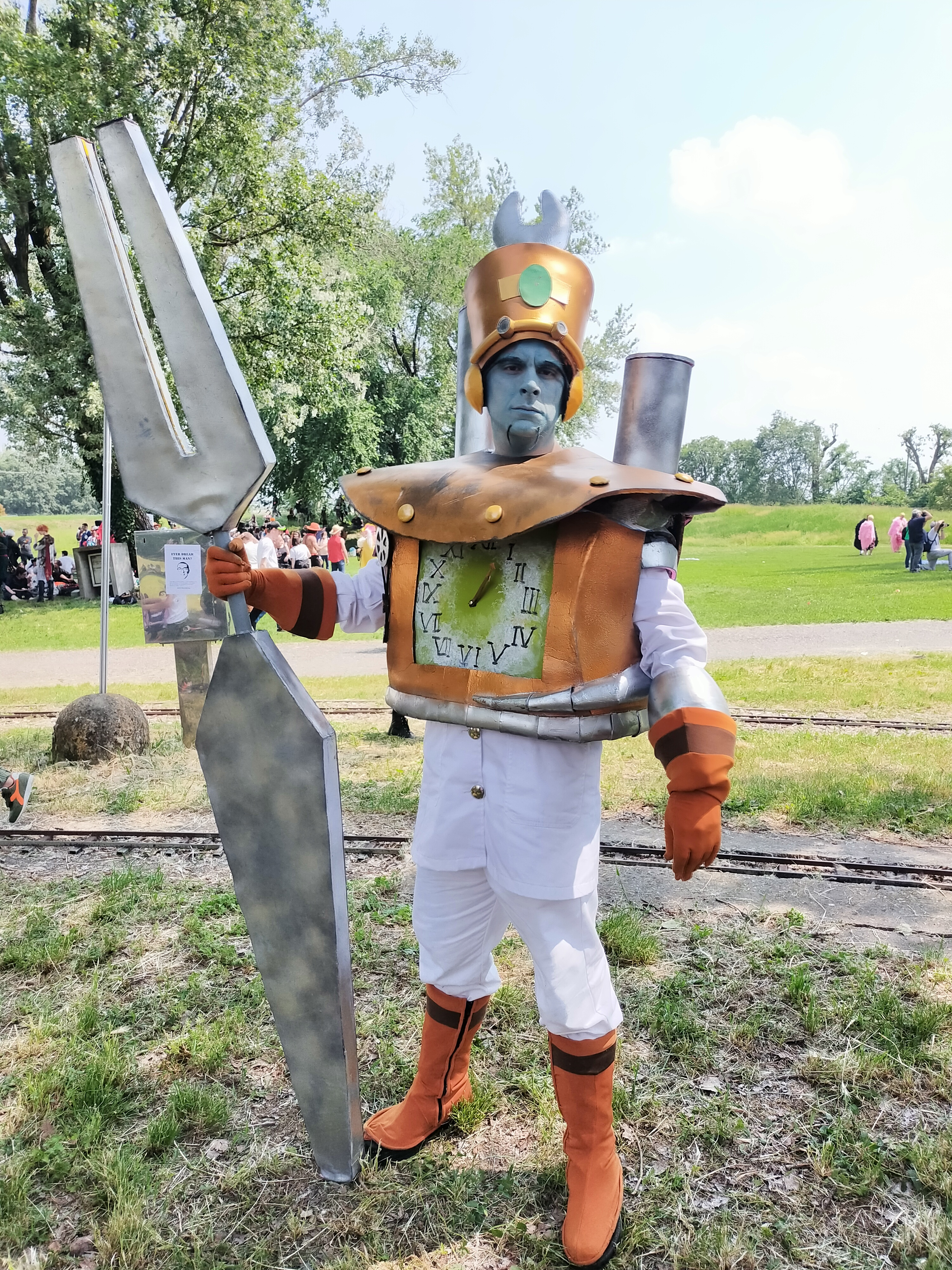
Cosplay du Nefarious Tropy, l'un des personnages jouables de Crash Team Racing.

Il y a quinze personnages jouables dans Crash Team Racing : huit sont disponibles au début du jeu, et chacun d’eux possède des caractéristiques différentes. Crash Bandicoot, le personnage principal de la série, a des caractéristiques équilibrées entre l'accélération, la vitesse maximale et la maniabilité. Le Dr Neo Cortex, son ennemi juré, est un savant fou qui souhaite contrer les plans de Nitros Oxide afin conquérir le monde par lui-même ; comme lui, il conduit un kart polyvalent. Coco Bandicoot, la petite sœur de Crash, est une férue de technologie qui a modifié son kart pour en améliorer l'accélération. Le Dr N. Gin est un expert en fusées qui, tout comme elle, a augmenté l'accélération de son véhicule. Pura et Polar pilotent des karts à la vitesse maximale réduite mais à la maniabilité accrue, leur permettant de négocier des virages serrés. Tiny Tiger et Dingodile, à l'inverse, utilisent des karts prévus pour la vitesse, au détriment de la maniabilité,.
L'antagoniste principal de Crash Team Racing est Nitros Oxide, soi-disant pilote le plus rapide de la galaxie, venu sur Terre à la recherche d'un adversaire à sa hauteur. Il n'apparaît en jeu que lors de la dernière course du mode Aventure et comme fantôme dans le mode Contre-la-montre. Quatre autres antagonistes de la série Crash Bandicoot apparaissent comme bosses dans l'aventure : Ripper Roo, un kangourou dérangé habillé d'une camisole de force ; Papu Papu, le chef de la tribu indigène de l'île ; Komodo Joe, un dragon de Komodo qui zozote, et Pinstripe, un potorou aux allures de mafieux, armé d'une mitraillette. Ceux-ci, ainsi que Faux Crash, un clone raté de Crash Bandicoot, sont déverouillables en progressant dans le mode Aventure. Le maître du temps Dr Nefarious Tropy sert d'adversaire fantôme dans les courses contre la montre, et devient jouable une fois son temps battu sur tous les circuits du jeu. Un dernier personnage bonus, Penta Penguin, n'est accessible que grâce à un code de triche.
Les masques vaudous jumeaux Aku Aku et Uka Uka font office de mentor pour le joueur dans le mode Aventure, lui conférant des astuces de pilotage. Ils servent également de bonus d'invincibilité durant les courses, qui protègent le personnage des objets ennemis et des obstacles de la course ; durant cette période d'invincibilité, le kart du personnage voit aussi sa vitesse maximale augmenter.

### Scénario
Les habitants de la Terre reçoivent la visite de Nitros Oxide, un extraterrestre qui prétend être le pilote le plus rapide de l'univers. Il défie le meilleur coureur de la planète à un jeu qu'il appelle « la survie du plus rapide ». Selon ses dires, s'il bat le champion terrien à la course, il transformera la Terre en un immense parking et réduira ses habitants en esclavage. Le joueur incarne ce représentant et doit récupérer les quatre clefs pour accéder au vaisseau d'Oxide et l'affronter seul à seul. Une fois Oxide vaincu, il quitte la Terre, mais promet de revenir se venger une fois que le joueur aura récupéré toutes les reliques du jeu. Le moment venu, il revient effectivement et le défie à nouveau ; s'il est à nouveau battu, il tient sa promesse et quitte définitivement la Terre,,,.

## Développement

### Système de jeu et personnages

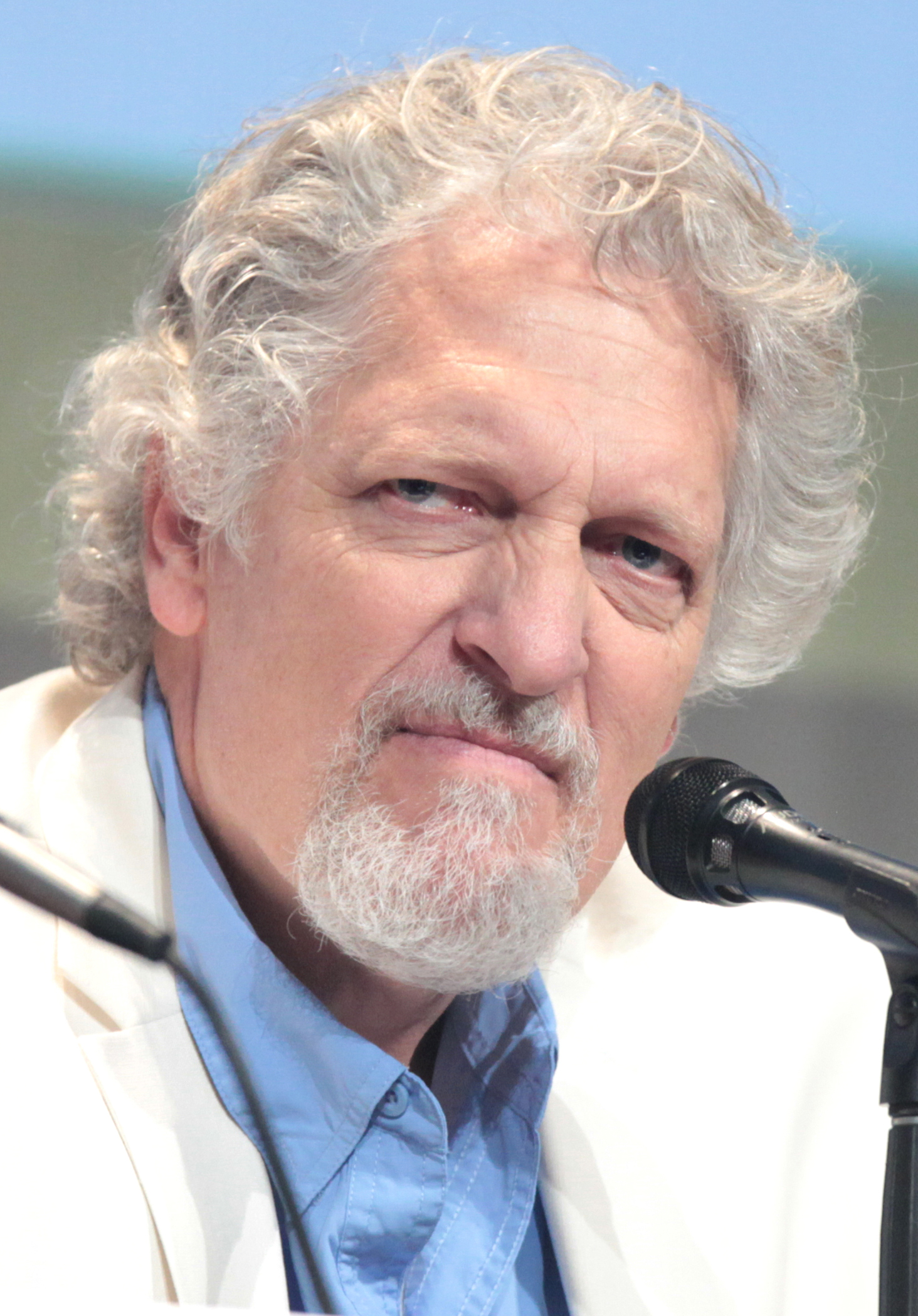
Clancy Brown a interprété les voix du Docteur Neo Cortex et de Uka Uka.

À l'origine, le projet, imaginé avec des personnages ayant un bloc en guise de tête, n'a aucun lien avec l'univers de Crash Bandicoot et ses personnages, dont les droits sont la propriété d'Universal Interactive Studios. Ce n'est que lorsque Naughty Dog approche Sony pour lui présenter leur jeu et lui proposer d'en faire un jeu Crash Bandicoot que cette dernière accepte en concluant un accord avec Universal. Le jeu aurait donc pu présenter des personnages totalement inédits si ce marché n'avait pas était conclu,. Les mauvaises relations entre Naughty Dog et Universal Interactive Studios poussent également le développeur américain à entamer, en parallèle, le développement d'un tout nouveau jeu, pour la PlayStation 2, sous la houlette d'Andy Gavin, Stephen White, et Mark Cerny,.
Le studio entame la production du jeu dès la fin de son travail sur Crash Bandicoot 2: Cortex Strikes Back, qui sort en 1997, tandis qu'un nouveau moteur de jeu est créé en parallèle du développement de Crash Bandicoot: Warped. Le développement du jeu s'étale sur huit mois, avec un budget de 2,4 millions de dollars et une équipe de seize à dix-huit personnes. Crash Team Racing passe en phase alpha de développement en août 1999, et en bêta en septembre de la même année,,. David Siller, l'un des producteurs du jeu, souhaite nommer cet opus Crash Team Off-Road Racing, où les joueurs piloteraient des karts dans un monde ouvert, avec de nombreuses collines. Finalement, le système de jeu est directement inspiré des références du jeu de course de karting, comme Mario Kart, Diddy Kong Racing et Rock N' Roll Racing. Le jeu renommé Crash Team Racing,.
Lors des premières phases de développement du jeu, l'équipe recrée le circuit de l'Île du Croissant de Diddy Kong Racing dans le moteur de Crash Team Racing pour vérifier qu'une carte de cette ampleur est réalisable sur PlayStation. Pour gérer la situation où un total de soixante-quatre roues de karts apparaissent en même temps à l'écran, lors d'une course en écran partagé à quatre joueurs par exemple, Greg Omi, un des développeurs du jeu, imagine une technique permettant d'afficher ces roues sous la forme d'images en deux dimensions. Le système d'accélération lors des dérapages et des sauts est implémenté afin de rendre le jeu plus engageant et interactif par rapport aux autres jeux de karting. Selon Jason Rubin, le bond technologique du moteur de jeu entre Crash Bandicoot et Crash Bandicoot 3: Warped est moins important que celui qui séparait ce dernier volet de Crash Team Racing : ainsi, Rubin affirme que ce moteur de jeu est « le plus puissant jamais développé sur PlayStation ».
Les personnages sont conçus par Charles Zembillas et Joe Pearson, qui s'étaient déjà occupés de ceux des trois jeux Crash Bandicoot précédents. Nitros Oxide est, à l'origine, un savant fou obsédé par la vitesse, qui a pour plan d'accélérer le cours du temps pour précipiter la fin du monde,,. Cependant, l'équipe ayant déjà bien exploité les univers des humains, des animaux, des machines et des combinaisons de ces trois thèmes pour les bosses des précédents jeux de la série, il est décidé de faire de Nitros Oxide un extraterrestre. Il n'a jamais été prévu que Nitros Oxide soit jouable dans Crash Team Racing, à cause des limitations techniques de la console et des contraintes de temps. Ces limitations ont plusieurs répercussions sur d'autres personnages jouables : ainsi, Polar et Pura étaient censés former un duo et piloter le même kart, mais sont finalement séparés ; les deux Frères Komodo devaient initialement apparaître dans le jeu, avant que Komodo Moe ne soit retiré.
L'un des premiers éléments du système de jeu à avoir été imaginé est la super-glissade, voulue comme un hommage au drift, un sport automobile populaire au Japon. Les développeurs ont rendu les karts aussi maniables que possible : selon Danny Chan, à l'origine du moteur de jeu de Crash Team Racing, « tout devait être réactif, car si vous n'aviez pas l'impression d'avoir le contrôle, vous rejetiez la faute sur le jeu au lieu de vous blâmer. Le joueur pouvait donc mourir beaucoup et nous pardonner ». En outre, le niveau de difficulté des courses s'adapte en fonction du joueur : s'il est mal classé, les karts de l'intelligence artificielle placés devant auront tendance à s'attaquer mutuellement afin d'améliorer les chances du joueur de remonter dans le classement ; à l'inverse, il est davantage la cible des adversaires s'il se trouve parmi les premiers de la course.
La conception des circuits du jeu est pensée comme celle de niveaux de jeux de plates-formes. Les développeurs imaginent des raccourcis secrets dans chaque circuit, où le joueur pourrait effectuer de grands sauts pour gagner de la vitesse. Les circuits de Crash Team Racing prennent pour cadre l'Égypte antique et les îles, mais aussi d'autres décors inspirés de ceux des trois précédents volets de la série.

### Bande-son
David Baggett a produit la bande-son du jeu, avec Josh Mancell à la composition. Les effets sonores furent créés par Mike Gollum (qui a également contribué au doublage), Ron Horwitz et Kevin Spears des Universal Sound Studios. En version originale, la voix de Crash a été fournie par Chip Chinery, Clancy Brown s'est occupé des voix du Docteur Neo Cortex et de Uka Uka et Brendan O'Brien a doublé le Docteur N. Gin, Tiny Tiger et Pinstripe Potoroo. D'autres voix furent enregistrées par David A. Pizzuto, Mel Winkler, Michael Ensign, Hynden Walch, Billy Pope et Michael Connor.

## Sortie
Crash Team Racing est officiellement présenté à l'occasion de l'Electronic Entertainment Expo, qui s'est tenu à Los Angeles, du 13 au 15 mai 1999.
Le jeu paraît aux États-Unis le 19 octobre 1999. À partir du 14 novembre 1999, sa promotion est assurée par une campagne de publicité organisée en partenariat avec Pizza Hut, qui distribue des millions de copies de version de démonstration,. En outre, la voiture no 98 des courses automobiles NASCAR, pilotée par Rick Mast, arbore une livrée aux couleurs de Crash Bandicoot. Le jeu sort en octobre et novembre de la même année dans différents pays d'Europe et le 16 décembre au Japon, où il est publié sous le nom Crash Bandicoot Racing,,.
Une démo du nouveau jeu d'Insomniac Games, Spyro 2: Gateway to Glimmer, est disponible dans le produit final, en composant un code à l'écran titre.
Le jeu est réédité en Amérique du Nord dans la gamme Greatest Hits en 2000, puis en Europe dans la gamme Platinum le 12 janvier 2001. Au Japon, Crash Bandicoot Racing est republié dans les gammes The Best for Family et PS One Books respectivement le 17 mai 2001 et le 5 décembre 2002,.
Le 7 mai 2002, Eurocom publie en Amérique du Nord, sur PlayStation, Crash Bandicoot Collector's Edition, une compilation réunissant Crash Bandicoot 3: Warped, Crash Team Racing et Crash Bash.
Le jeu est enfin réédité numériquement sur le PlayStation Network, pour une utilisation sur PlayStation 3 et PlayStation Portable, le 18 octobre 2007 en Europe et en Australie, le 11 juin 2008 au Japon et le 10 août 2010 aux États-Unis, où il est téléchargeable gratuitement pour les abonnés au service PlayStation Plus en novembre 2011,.

## Accueil

### Presse spécialisée
Crash Team Racing a globalement été bien reçu par la presse spécialisée à sa sortie, grâce à son gameplay jugé à la hauteur de ses contemporains Mario Kart 64 et Diddy Kong Racing et à l'originalité de son mode Aventure. Les critiques ont également apprécié les graphismes colorés et dans la veine des précédents jeux de la série. Le jeu totalise en novembre 2020 une moyenne de notes de 88 % sur Metacritic sur la base de 20 critiques.
D'après l'Official UK PlayStation Magazine, Crash Team Racing est « le jeu qui a rendu le karting cool ». Certains sont plus modérés dans leurs propos, tels que Kornifex de Jeuxvideo.com qui explique que le jeu « n'innove pas particulièrement dans son domaine mais offre une réalisation et une qualité de jeu tout à fait similaires aux meilleurs du genre ». Johnny Liu de GameRevolution juge que « même s'il n'ajoute rien à un genre déjà essoufflé », il fait tout très bien. Player One met juste un bémol sur les modes multijoueurs et en particulier le mode bataille, qu'il trouve « un rien décevant ». D'autres sont plus élogieux, comme Jeff Gerstmann de GameSpot qui juge que le jeu a le potentiel de plaire aux fans de Mario Kart, notamment grâce à sa conception des circuits « de premier ordre ». D'après lui, c'est un bon clone de Mario Kart, qui réussit là où Mega Man Battle and Chase, Bomberman Fantasy Race, Diddy Kong Racing, Chocobo Racing ou Mario Kart lui-même ont échoué. Pour Doug Perry de IGN, c'est le travail de Naughty Dog, qui a décortiqué Mario Kart 64 et Diddy Kong Racing, qui fait de CTR « un jeu qui excelle par rapport à eux », en particulier sur le plan technique.
La jouabilité de Crash Team Racing est mise en avant par la plupart des observateurs. Qualifiée de « quasi parfaite » par le D-Pad Destroyer de GamePro, elle permet « de se concentrer sur le pilotage » et rend les courses « plus rapides, plus fluides et plus fun ». Elle a aussi été notée comme étant « très naturelle » et « d'une richesse hallucinante » par GameRevolution. Player One continue en abordant les objets du jeu, dont la sélection est « plus fournie que dans Super Mario [sic] ». Chez Jeuxvideo.com, Kornifex trouve que les « possibilités de saut ou de dérapages contrôlés sont les bienvenues et permettent de donner un chouillas [sic] plus de technicité à la conduite » et conclut en décrivant des « contrôles simples mais permettant quand même aux plus techniciens de s'amuser ».
Pour Jeff Gerstmann de GameSpot, « la série des Crash Bandicoot a toujours eu des graphismes de qualité, qui résistent à l'épreuve du temps, et Crash Team Racing ne fait pas exception ». Consoles + et Jeuxvideo.com ont tous deux souligné la variété de couleurs et la finesse des textures du jeu,. Alors que le D-Pad Destroyer de GamePro note qu'il n'y a rien de trop complexe dans l'aspect de CTR, Johnny Liu de GameRevolution imagine qu'il a dû « repousser les limites de la PlayStation », au vu des personnages et des karts qui ont l'air d'être faits du « minimum de polygones » nécessaire. Doug Perry de IGN aborde également le sujet, en défendant que bien que « les personnages soient petits et minimalistes », cela a toujours été le cas dans ce genre de jeu, et qu'ils sont tous « habilement conçus ». Kornifex de Jeuxvideo.com trouve que « les pilotes sont tout aussi réussis, fluides et dotés d'une bonne animation ». Les environnements du jeu ne sont pas en reste d'après GameSpot, les trouvant d'une taille raisonnable et capables de « véhiculer le côté cartoonesque du jeu avec succès ». Joe Ottoson de AllGame note quant à lui la fluidité à toute épreuve du jeu, même en écran partagé à quatre joueurs. Player One ira même jusqu'à dire qu'il s'agit du « plus beau jeu du genre, toutes consoles confondues ».
La bande-son du jeu a suscité des critiques plus mitigées, comme chez IGN qui la décrit comme rythmée et simple, mais pas particulièrement géniale. La musique de Crash Team Racing a été qualifée de « fantaisiste » et d'« agréable » par le D-Pad Destroyer de GamePro et Joe Ottoson de AllGame. Pour Game Revolution, la musique du jeu est assez standard, voire « pénible » prise seule, mais « tolérable » lorsqu'elle est masquée par les bruitages du jeu. Ces derniers ajoutent à son sens à « la dimension humoristique » du jeu, même si certaines voix ne sonnent pas juste. GamePro s'attarde sur ces voix et les petites phrases que lâchent les personnages quand ils dépassent et attaquent le joueur, en notant qu'elles sont « suffisamment variées pour ne pas devenir agaçantes ». Il continue en expliquant que « Les explosions, les éclaboussures et autres effets sonores sonnent pile comme il faut ». Cependant, tous s'accordent à dire que l'ambiance sonore du jeu respecte celle de la série, comme Kornifex de Jeuxvideo.com qui explique que « les musiques restent dans l'esprit loufoque de Crash Bandicoot et les bruitages aussi ».

### Ventes et distinction
Crash Team Racing est le troisième jeu PlayStation le plus vendu aux États-Unis sur la période entre le 31 octobre et le 15 novembre 1999, derrière Resident Evil 3: Nemesis et Knockout Kings 2000. Le mois suivant sa réédition numérique sur le PlayStation Network le 10 août 2010, le jeu se retrouve en tête des titres les plus téléchargés aux États-Unis.
Depuis sa commercialisation, Crash Team Racing s'est vendu à plus de cinq millions d'exemplaires dans le monde, dont 1,9 million aux États-Unis et 300 000 au Japon,,.
En 2000, Crash Team Racing est nommé dans la catégorie du meilleur jeu de course sur console lors de l'Interactive Achievement Awards, aux côtés de Driver et Gran Turismo 2. Finalement, ce prix est décerné à Star Wars Episode I: Racer.

## Postérité

### Autres jeux de karting de la série
Un deuxième jeu de course de karting, intitulé Crash Nitro Kart et développé par Vicarious Visions, est commercialisé en 2003 sur PlayStation 2, GameCube, Xbox, Game Boy Advance et N-Gage. Il s'agit du premier opus de la série à proposer des cinématiques en full motion video. Crash Nitro Kart reprend le même système de jeu que Crash Team Racing, à la différence près que les arènes du mode Bataille sont personnalisables. Ce jeu reçoit globalement des critiques positives, bien qu'en deçà de son prédécesseur. Malgré l'absence de concurrence sur la majorité des consoles, hormis Mario Kart: Double Dash!!, développé par Nintendo et sorti la même année sur GameCube, Crash Nitro Kart est perçu par la presse spécialisée comme un énième jeu inspiré de la série Mario Kart.
En 2005, le studio Radical Entertainment publie un troisième jeu de course de karting, baptisé Crash Tag Team Racing, sur PlayStation 2, Xbox, GameCube et PlayStation Portable. Cet opus est inspiré de Mario Kart: Double Dash!!, par la possibilité de fusionner deux karts en course afin d'obtenir un véhicule armé d'un canon à tourelle. Il diffère de ses prédécesseurs par l'inclusion de phases de plates-formes, qui permettent au joueur d'améliorer son kart, d'en acheter de nouveaux et de débloquer de nouveaux circuits,.
En 2010, la presse spécialisée rapporte que le développeur High Impact Games a travaillé sur la conception d'un jeu provisoirement nommé Crash Team Racing, destiné à être publié sur PlayStation 3, Xbox 360 et Wii. Cet opus reprend le système de jeu de l'opus original, en y incluant de nouveaux circuits et objets, des personnages inédits, tels que Land Shark, un requin affamé, et la possibilité d'améliorer et de personnaliser son kart. Le jeu a été annulé en février 2010 à la suite de la fusion des éditeurs Activision et Blizzard Entertainment, entraînant des suppressions d'emplois et une réorientation vers le développement d'autres jeux, comme Prototype 2 et DreamWorks Super Star Kartz,,.

### Crash Team Racing: Nitro-Fueled
Une version remasterisée du nom de Crash Team Racing: Nitro-Fueled, développée par Beenox et annoncée aux Game Awards 2018, est sortie le 21 juin 2019 sur PlayStation 4, Xbox One et Nintendo Switch. Cet opus, édité par Activision, est publié à la suite de succès des remakes des trilogies originelles des séries Crash Bandicoot et Spyro the Dragon, Crash Bandicoot: N. Sane Trilogy et Spyro Reignited Trilogy. Il reprend le système de jeu de l'opus original et intègre les karts, personnages et circuits de Crash Nitro Kart et Crash Tag Team Racing. Josh Mancell et Mark Mothersbaugh, les deux compositeurs de Crash Team Racing, sont de retour à la bande-son pour ce remake.